# Marguerite de Bohême
Pour les articles homonymes, voir Marguerite de Danemark.
Marguerite de Bohême, née vers 1186/1189 et morte le 24 mai 1212, est reine consort de Danemark en tant qu'épouse du roi Valdemar II de Danemark.

## Biographie
Marguerite de Bohême, connue également sous le nom tchèque de « Drahomira », devenu « Dagmar » en danois, est la fille du roi Ottokar Ier de Bohême.
En 1205, elle épouse le roi Valdemar II de Danemark et donne naissance à :
- Valdemar III de Danemark, né en 1209.